# Gottfried Fuchs
Gottfried Fuchs (3. května 1889 — 25. února 1972) byl německý fotbalista. S klubem Karlsruher FV se stal v roce 1910 mistrem země. Reprezentoval Německo na olympiádě 1912, kde v utkání s Ruskem, které Němci vyhráli 16:0, nastřílel deset branek a stal se tak nejlepším kanonýrem turnaje. Se čtrnácti góly dosaženými v šesti zápasech drží nejlepší průměr v historii německé reprezentace.
Bojoval jako dobrovolník v 1. světové válce, po ukončení aktivní kariéry pracoval v rodinném obchodu se dřevem. Jeho starším bratrem byl hudební skladatel Richard Fuchs.
Byl židovského původu, po nástupu nacistů k moci emigroval do Kanady, kde také zemřel. V Německu se na něj zapomnělo, dokud se o něm nezmínil Sepp Herberger jako o svém někdejším hráčském vzoru.